# Maria Bielińska-Czarnecka
Maria Janina Bielińska-Czarnecka (ur. 17 sierpnia 1920 w Warszawie, zm. 8 grudnia 2005 w Polanicy) - polska pedagog, profesor nauk przyrodniczych, nauczyciel akademicki, specjalistka w zakresie fizjologii roślin. Była żona Henryka T. Czarneckiego oraz matka Ryszarda Czarneckiego.
Zawodowo była związana między innymi z Instytutem Biologii Wydziału Rolniczego Akademii Podlaskiej.

## Odznaczenia
- Krzyż Kawalerski Orderu Odrodzenia Polski (1989)
- Odznaka „Zasłużony Pracownik Rolnictwa” (1989)[3]